# Luciano Albertini

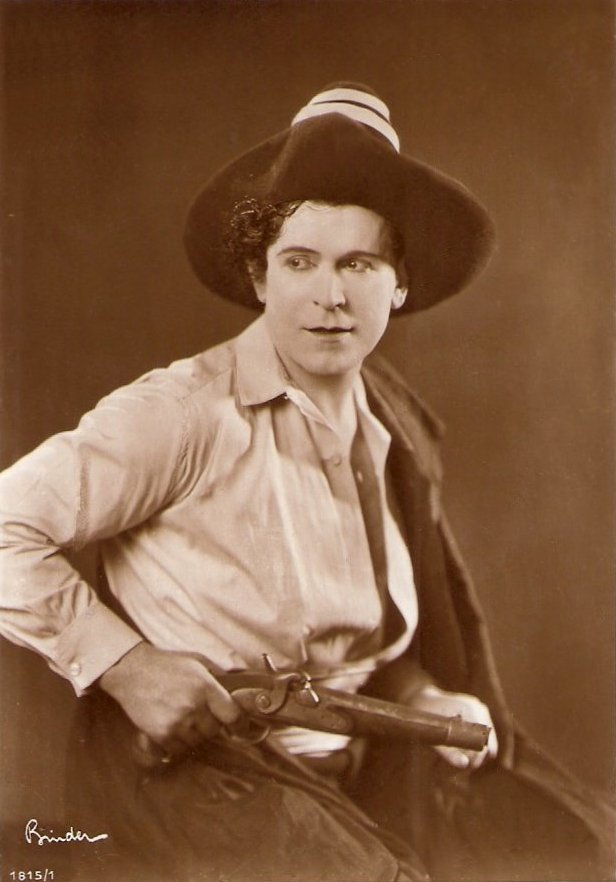
Luciano Albertini, Fotografie (um 1927) von Alexander Binder

Luciano Albertini, als Francesco Vespignani (* 30. November 1882 in Lugo di Romagna; † 6. Januar 1945 in Budrio) war ein italienischer Schauspieler, Produzent und beim Stummfilm ein Star des italienischen wie deutschen Sensation- und Historienfilmgenres.

## Leben
Der gebürtige Francesco Vespignani war von klein auf sportbegeistert. In Forlì nahe seiner Geburtsstadt Lugo schloss er sich dem Turnverein „Virtus“ an. Nach dem Abschluss der technischen Hochschule absolvierte er seinen Marinedienst in der italienischen Kriegsmarine als Marineturnlehrer in Turin und als Schiffsjunge. An der École Pechin im französischen Lyon vervollständigte er seine körperliche Ausbildung. Schließlich schloss sich Vespignani dem Circus Busch an. Nach der Heirat mit der Artistin Domenica Meirone 1905 in Marseille stellte Vespignani eine eigene Trapeznummer mit acht Personen auf die Beine, die als „Les Albertini“ tourte. Seine Spezialität wurde die sogenannte Todesspirale. Bei Kriegsausbruch 1914 kehrte er ins heimatliche Italien zurück und meldete sich beim Militär (Marine).
In Turin wurde der durchtrainierte, muskulöse Artist und Sportler im Jahr des Kriegseintritts Italiens (1915) aufgrund seiner körperlich stattlichen Erscheinung von der Filmproduktionsfirma „Società Anonima Ambrosio“ als Schauspieler verpflichtet. Vespignani erhielt den Künstlernamen Luciano Albertini und trat bis zum Ende des Ersten Weltkriegs in diversen unbedeutenden Historienspektakeln auf, in denen einzig seine körperlichen Attribute im Vordergrund standen. Mit dem Zirkus- und Artistenstoff La spirale della morte, in dem Albertini sein zirzensisches Können unter Beweis stellen konnte, gelang ihm 1916 der Durchbruch beim Publikum. Sein größter Erfolg wurde ab 1917 die Darstellung des athletischen biblischen Helden Samson (im Original: Sansone), mit dem Albertini bis 1920 in Filmserie ging. Oftmals stand nunmehr seine zweite Ehefrau Linda Albertini in der Rolle der „Sansonette“ an seiner Seite.
Inzwischen hatte Albertini 1918 in Turin seine eigene Produktionsfirma gegründet, die „Albertini Film“. Eine seiner letzten italienischen Filmrollen wurde 1920 der Baron Frankenstein, der ein Monster erschafft. Im Jahr darauf ging der Schauspieler nach Berlin, wo er Heldenrollen in deutschen Sensationsfilmen spielte. Trotz zeitweilig beträchtlicher Popularität konnte er sich auf Dauer nicht gegen den ungleich einfallsreicheren, sportiveren, wagemutigeren und eloquenteren deutschen Kollegen Harry Piel durchsetzen.
In Berlin, wo er in einer Villa in Siemensstadt gelebt haben soll, sollen er und Marlene Dietrich große Attraktionen im Sportpalast gewesen sein. Außerdem wurde ihm eine Liebschaft mit seiner mehrfachen Filmpartnerin Anna Gorilowa („Mister Radio“, „Menschenleben in Gefahr!“) nachgesagt.
Ein Filmausflug nach Hollywood, wo er zum Jahresbeginn 1924 in dem 15-teiligen Serial The Iron Man auftrat, das im April 1925 in Deutschland unter dem Titel Paris-London-New York (Untertitel: „Der Mann aus Eisen“) als Dreiteiler anlief, und ein weiterer in die Sowjetunion, wo er in der zweiten Jahreshälfte 1928 in Alexander Dowschenkos sich gegen die Unabhängigkeit der Ukraine aussprechenden, filmischen Politpropaganda „Arsenal“ auftrat, blieben ohne größere Resonanz.
Das Aufkommen des Tonfilms und zunehmender Alkoholismus verschlechterten Albertinis wirtschaftliche wie gesundheitliche Situation im Laufe der 1930er Jahre dramatisch. Nach nur einem Tonfilm in Deutschland war Luciano Albertinis Filmkarriere beendet. Nachdem er Streit mit einem Berliner Türsteher angefangen hatte, wurde Albertini erstmals in eine Nervenheilanstalt eingewiesen. Schließlich kehrte er Ende des Jahrzehnts nach Italien zurück, wo er sich in Bologna niederließ. Wegen zunehmender Demenz wurde er dort in die Villa Flora eingewiesen. Albertini starb in der Endphase des Zweiten Weltkriegs in der psychiatrischen Klinik San Gaetano in Budrio, keine 37 Kilometer von seinem Geburtsort entfernt, in geistiger Umnachtung.

## Filmografie (Auswahl)
| - 1913: Spartacus (Spartaco) - 1915: Assunta Spina - 1916: La spirale della morte - 1917: Sansone - 1918: Sansone contro i Filistei - 1919: Sansone muto - 1919: Sansone e ladra di atleti - 1919: I quattro moschettieri - 1920: Sansone e i rettili umani - 1920: Sansone burlone - 1920: I figli di Sansonia (auch Produktion) - 1920: Il mostro di Frankenstein (auch Produktion) - 1921: Il ponte dei sospiri - 1921: Der König der Manege (auch Produktion) - 1921: Julot, der Apache (auch Produktion) - 1921: Die eiserne Faust (auch Produktion) - 1921: Die Todesleiter (auch Produktion) | - 1922: Der Mann aus Stahl (auch Produktion) - 1922: Die Heimkehr des Odysseus (auch Koproduktion) - 1923: Die Schlucht des Todes (auch Koregie, Koproduktion) - 1923: Der Sieg des Maharadscha - 1924: Paris-London-New York (The Iron Man) - 1924: Mister Radio - 1925: Der Mann auf dem Kometen - 1925: Der König und die kleinen Mädchen - 1925: Eine Minute vor zwölf - 1926: Menschenleben in Gefahr! (auch Produktion) - 1927: Rinaldo Rinaldini - 1927: Der größte Gauner des Jahrhunderts - 1928: Der Unüberwindliche - 1928: Arsenal - 1929: Tempo, Tempo! - 1930: Die Jagd nach der Million - 1932: Es geht um alles |